# Mare
Mare je moško osebno ime.

## Izvor imena
Ime Mare je različica moškega osebnega imena Marko.

## Pogostost imena
Po podatkih Statističnega urada Republike Slovenije je bilo na dan 31. decembra 2007 v Sloveniji število moških oseb z imenom Mare: 10.

## Osebni praznik
Osebe z imenom Mare lahko godujejo takrat kot osebe z imenom Marko.